# Arctesthes chrysopeda
Arctesthes chrysopeda är en fjärilsart som beskrevs av Edward Meyrick 1885. Arctesthes chrysopeda ingår i släktet Arctesthes och familjen mätare. Inga underarter finns listade i Catalogue of Life.